# Domingo Raffo
Domingo Raffo (Callao, 31 de marzo de 1920- 21 de mayo de 2014), fue un futbolista peruano que jugaba como defensa. Fue hijo de Juan Raffo quien también jugó en el Club Atlético Chalaco en la década de 1910.

## Trayectoria
Desarrolló la mayor parte de su trayectoria  en el Club Atlético Chalaco donde jugó como half centro. Con ese club fue campeón del torneo de 1947 siendo capitán del equipo.

## Selección nacional
Fue internacional con la Selección de fútbol del Perú en 2 partidos durante el Campeonato Sudamericano 1947. Hizo su debut en la derrota por 2-1 ante Chile el 9 de diciembre.

### Participaciones en Copa América
| Copa América                 | Sede    | Resultado |
| ---------------------------- | ------- | --------- |
| Campeonato Sudamericano 1947 | Ecuador | Quinto    |

## Clubes
| Club                  | País | Año        |
| --------------------- | ---- | ---------- |
| Alianza Tucumán       | Perú | 1940 -1941 |
| Club Atlético Chalaco | Perú | 1942 -1951 |
| Chim Pum Callao       | Perú | 1952       |
| Carlos Concha         | Perú | 1953-1954  |

## Palmarés

### Títulos nacionales
| Título           | Club             | País | Año  |
| ---------------- | ---------------- | ---- | ---- |
| Primera División | Atlético Chalaco | Perú | 1947 |
| Segunda División | Carlos Concha    | Perú | 1953 |